# Sony Ericsson M600i
Sony Ericsson M600i為Sony Ericsson於2006年8月1日所推出的3G智慧型手機，與W950i為雙胞胎機種，此機種較強調商務功能。